# Liste guinea-bissauisch-portugiesischer Städte- und Gemeindepartnerschaften
Diese Liste guinea-bissauisch-portugiesischer Städte- und Gemeindepartnerschaften führt die Städte- und Gemeindefreundschaften zwischen den Ländern Guinea-Bissau und Portugal auf.
Trotz des vergleichsweise kleinen Staatsgebietes Guinea-Bissaus und seiner anhaltend schwierigen innenpolitischen Situation bestehen hier bereits 22 Gemeindepartnerschaften mit portugiesischen Kommunen oder werden angebahnt (Stand 2015). Sie sind ein Zeichen der engen guinea-bissauisch-portugiesischen  Beziehungen seit der partnerschaftlichen Neuausrichtung der portugiesischen Außenpolitik nach der tiefgreifenden Nelkenrevolution in Portugal 1974 und dem folgenden Ende des blutigen portugiesischen Kolonialkriegs in Guinea-Bissau. Das Land war seit dem 15. Jahrhundert eine portugiesische Kolonie.
Die erste guinea-bissauisch-portugiesische Städtefreundschaft gingen 1983 die beiden Hauptstädte Bissau und Lissabon ein.

## Liste der Städtepartnerschaften und -freundschaften
| Guinea-bissauischer Ort | Portugiesischer Ort  | Seit      | Anmerkung                 |
| ----------------------- | -------------------- | --------- | ------------------------- |
| Bafatá                  | Chaves               | 2001      |                           |
| Bafatá                  | Mirandela            |           | in Anbahnung              |
| Bafatá                  | Vagos                | 1991      |                           |
| Bissau                  | Águeda               | 1995      |                           |
| Bissau                  | Lissabon             | 1983      | auch Kooperationsabkommen |
| Bissau                  | Moura                | 1997      |                           |
| Bissau                  | Rio Maior            | 2015      | Kooperationsabkommen      |
| Bissau                  | Sintra               | 1997      |                           |
| Bissorã                 | Braga                | 1993      |                           |
| Bissorã                 | Loulé                | ungenannt |                           |
| Bolama                  | Faro                 | 1988      |                           |
| Buba                    | Portimão             | 1989      |                           |
| Cacheu                  | Lissabon             | 1988      |                           |
| Cacheu                  | Viana do Castelo     | 1988      |                           |
| Canchungo               | Porto                | 2001      | Kooperationsabkommen      |
| Catió                   | Anadia               | ungenannt |                           |
| Catió                   | Santa Maria da Feira | 2006      | Kooperationsabkommen      |
| Farim                   | Aveiro               | 1992      |                           |
| Farim                   | Seixal               | 2000      |                           |
| Fulacunda               | Santarém             | 1989      |                           |
| Mansôa                  | Matosinhos           | 1992      |                           |
| Quinhamel               | Oeiras               | 2001      |                           |